# ملاس صغير
ملاس صغير (الاسم العلمي: Leotia nana) هو نوع من الفطريات يتبع جنس الملاس من الفصيلة الملاسية 